# Rocha ígnea

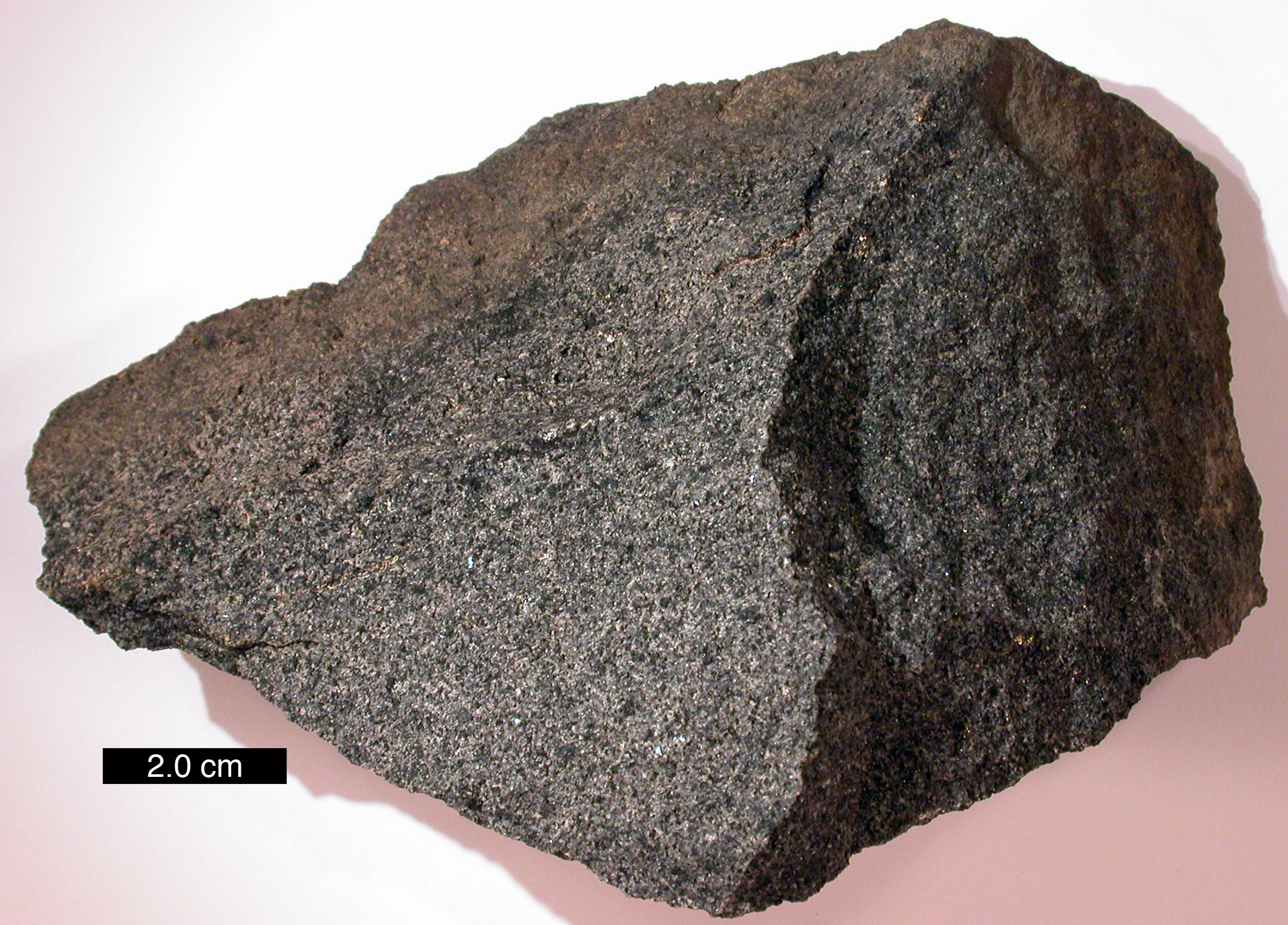
Gabro

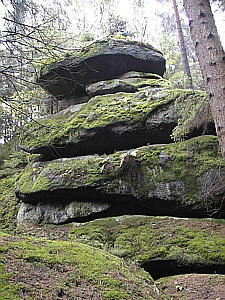
O granito, um exemplo de rocha ígnea.

As Rochas ígneas, rochas magmáticas ou rochas eruptivas (derivado do latim ignis, que significa fogo) são um dos três principais tipos de rocha (sendo que as outras são as rochas sedimentares e as rochas metamórficas). A formação das rochas ígneas vem do resultado da consolidação devido ao arrefecimento do magma derretido ou parcialmente derretido. Elas podem ser formadas com ou sem a cristalização, ou abaixo da superfície como rochas intrusivas (plutônicas) ou próximo à superfície, sendo rochas extrusivas (vulcânicas). O magma pode ser obtido a partir do derretimento parcial de rochas preexistentes no manto ou na crosta terrestre. Normalmente, o derretimento é provocado por um ou mais dos três processos: o aumento da temperatura, diminuição da pressão ou uma mudança na composição. Já foram descritos mais de 700 tipos de rochas ígneas, sendo que a maioria delas é formada sob a superfície da crosta da Terra com diversas propriedades, em função de sua composição e do modo de como foram formadas.
O processo de solidificação é complexo e nele podem distinguir-se a fase ortomagmática, a fase pegmatítica-pneumatolítica e a fase hidrotermal. Estas rochas são compostas de feldspato (59,5%), quartzo (12%), piroxênios e anfibolitos (16,8%), micas (3,8%) e minerais acessórios (7%). Ocupam cerca de 25% da superfície terrestre e 90% do volume terrestre, devido ao processo de gênese.
As rochas ígneas podem, de maneira geral, ser classificadas sob dois critérios: texturais e mineralógicos.
O critério textural é especialmente útil na identificação do ambiente onde a rocha se cristalizou, enquanto o mineralógico é baseado na proporção entre seus minerais principais. A classificação da maior parte das rochas ígneas, segundo o critério mineralógico, é feito com base no diagrama QAPF, usado para rochas com menos de 90% de minerais máficos.

## Importância geológica
As rochas ígneas e metamórficas constituem 90–95% dos 16 kilometres (9,9 mi) superiores da crosta terrestre em termos de volume. As rochas ígneas formam cerca de 15% da superfície terrestre atual da Terra.  A maior parte da crosta oceânica da Terra é constituída por rochas ígneas.
As rochas ígneas são também geologicamente importantes porque:
- os seus minerais e a química global fornecem informação sobre a composição da crosta inferior ou do manto superior de onde foi extraído o seu magma original, e as condições de temperatura e pressão que permitiram esta extracção;[5]
- as suas idades absolutas podem ser obtidas a partir de várias formas de datação radiométrica e podem ser comparadas a estratos geológicos adjacentes, permitindo assim a calibração da escala de tempo geológico;[6]
- as suas características são geralmente características de um ambiente tectónico específico, permitindo reconstruções tectónicas (ver tectónica de placas);
- em algumas circunstâncias especiais, albergam importantes depósitos minerais (minérios): por exemplo, tungsténio, estanho,[7] e urânio[8] são comummente associados a granito e dioritos, enquanto os minérios de crómio e platina são comummente associados a gabros.[9]

## Rochas ígneas intrusivas
As rochas ígneas intrusivas (conhecidas também como plutônicas ou abissais) são formadas a partir do arrefecimento do magma no interior da crosta, nas partes profundas da litosfera, sem contato com a superfície. Elas só apareceram à superfície depois de removido o material sedimentar ou metamórfico que a recobria. Em geral, o resfriamento é lento e ocorre a cristalização de todos os seus minerais, apresentando então uma textura holocristalina, ou seja, apresenta grande número de cristais observáveis à vista desarmada. Normalmente as rochas plutônicas ou intrusivas apresentam uma estrutura maciça. A sua estrutura mais corrente é granular, isto é, os minerais apresentam-se equidimensionais ligados entre si.

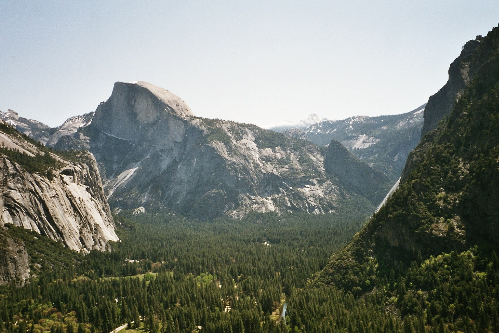
Granito do Vale Yosemite, Califórnia, Estados Unidos.

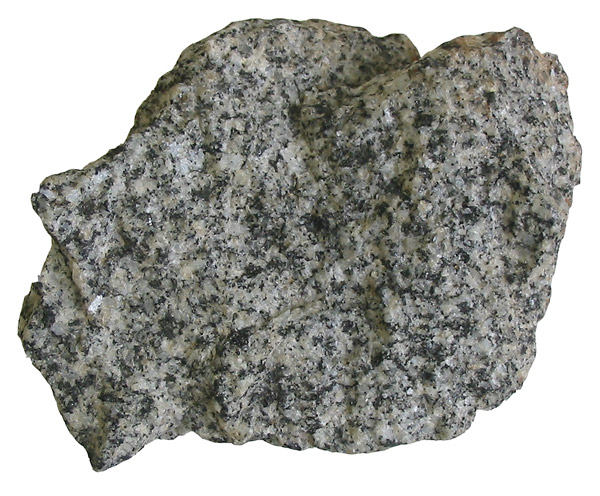
Diorito, uma rocha ígnea intrusiva

## Rochas ígneas extrusivas
As rochas ígneas extrusivas (conhecidas também como vulcânicas ou efusivas) são formadas a partir do resfriamento do material expelido pelas erupções vulcânicas atuais ou antigas. A consolidação do magma, então, acontece na superfície da crosta ou próximo a ela. O resfriamento é rápido, o que faz a que estas rochas, por vezes, apresentem material vítreo, logo, possuem uma textura vidrosa (vítrea), ou seja, uma textura que não apresenta cristais (a olho nu) ou até mesmo uma textura hemicristalina, isto é, apresenta alguns cristais no seio de uma massa amorfa. Há uma grande diversidade de rochas vulcânicas que se agrupam em alguns tipos gerais: riólitos, traquitos, andesitos e basaltos, entre os quais existe uma série de rochas intermediárias, do mesmo modo que nas rochas plutônicas, e sua classificação, na maior parte dos casos, também é feita com base no diagrama QAPF.

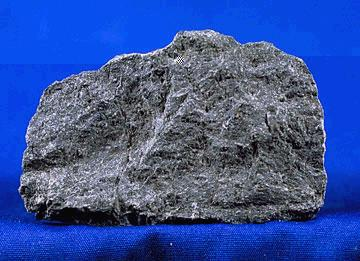
Basalto, uma rocha ígnea extrusiva

## Rochas filonianas ou hipoabissais

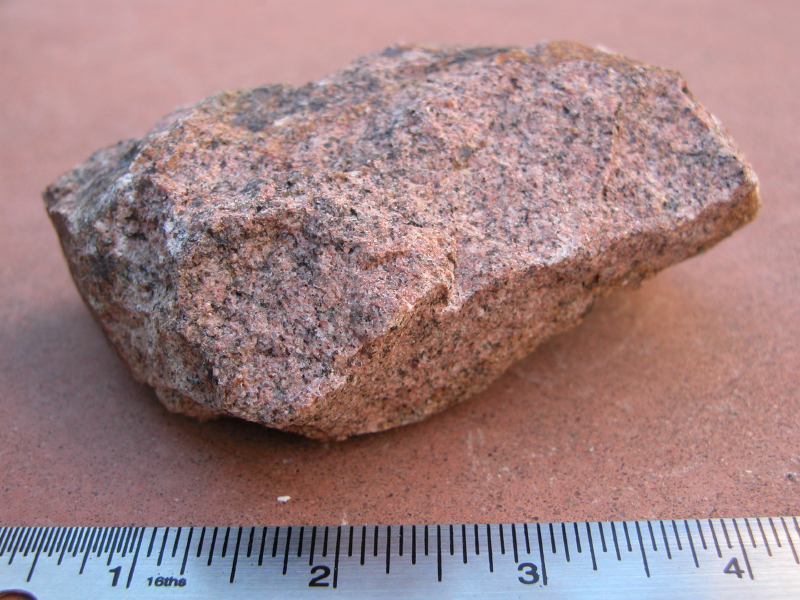
Amostra de Aplito, Biblioteca de rochas NASA.

São as rochas que alguns autores consideram, de certo modo, fazer a transição entre as rochas vulcânicas e as rochas plutônicas. Sem atingir a superfície, aproximam-se muito dela e podem preencher as fissuras da crosta terrestre. Umas formam-se por resfriamento do magma numa fissura, outras formam o recheio das fissuras e fraturas, devido à presença de soluções hidrotermais (de águas térmicas) que aí precipitam os minerais. Todas as rochas filonianas se encontram em relação direta com o magma, isto é, com rochas intrusivas. São exemplo de rochas filonianas os aplitos, os pegmatitos e os lamprófiros.

## Composição das rochas
As rochas são praticamente compostas pelos minerais que as caracterizam. No início do século XIX, Norman Levi Bowen, geólogo e mineralogista canadiano, descreveu como se cristalizam os minerais quando sujeitos a variações de pressão e temperatura e formulou a conhecida série reaccional de Bowen, aceite actualmente como a progressão ideal dos minerais dado o arrefecimento de magma.

### Série reaccional de Bowen
A série reaccional de Bowen é constituída por duas séries:
- Série descontínua: constituída por 4 minerais que são, por ordem decrescente da temperatura a que se formam, a olivina, a piroxena, a anfíbola e a biotite. Estes minerais não apresentam igual estrutura cristalina e a transição entre eles não é gradual. Progressivamente, os minerais possuem menos ferro e magnésio (minerais máficos) e mais sílica e alumínio (minerais félsicos) e quando se dá a cristalização da biotite, a porcentagem de ferro e magnésio é nula na composição do magma residual.
- Série contínua: constituída por plagioclases, a composição a maiores temperaturas permite a criação de minerais com mais cálcio. Quanto mais baixa a temperatura, menor a quantidade de cálcio na composição da rocha e maior a de sódio. A transição entre os minerais é gradual, pois as plagioclases são minerais isomorfos, ou seja, apresentam a mesma forma cristalina mas composição química diferente. A anortite é cálcica por completo, enquanto que a albite é somente constituída por sódio.
- Depois das séries: ocorre cristalização dos restantes componentes, formando minerais ricos em sílica. O quartzo, o último mineral formado, é completamente constituído por sílica.

| Série Descontínua | Olivina        | Piroxena       | Anfíbola | Biotite      | Ortoclase (Feldspato Potássico) | Moscovite | Quartzo |
| Série Contínua | Anortite (+Ca) | Anortite (+Ca) | →        | Albite (+Na) | Ortoclase (Feldspato Potássico) |           |         |
| No sentido → (esquerda-direita): diminuição da temperatura relativa de cristalização e do ponto de fusão, aumento da resistência do mineral e da hidratação do magma |                |                |          |              |                                 |           |         |

### Família de rochas magmáticas
A classificação detalhada das rochas magmáticas requer um estudo microscópico da mesma e, na maior parte dos casos, é feita com base no diagrama QAPF. Em linhas gerais, podem considerar-se as seguintes famílias de rochas magmáticas, entre as quais existe toda uma série de rochas intermédias:

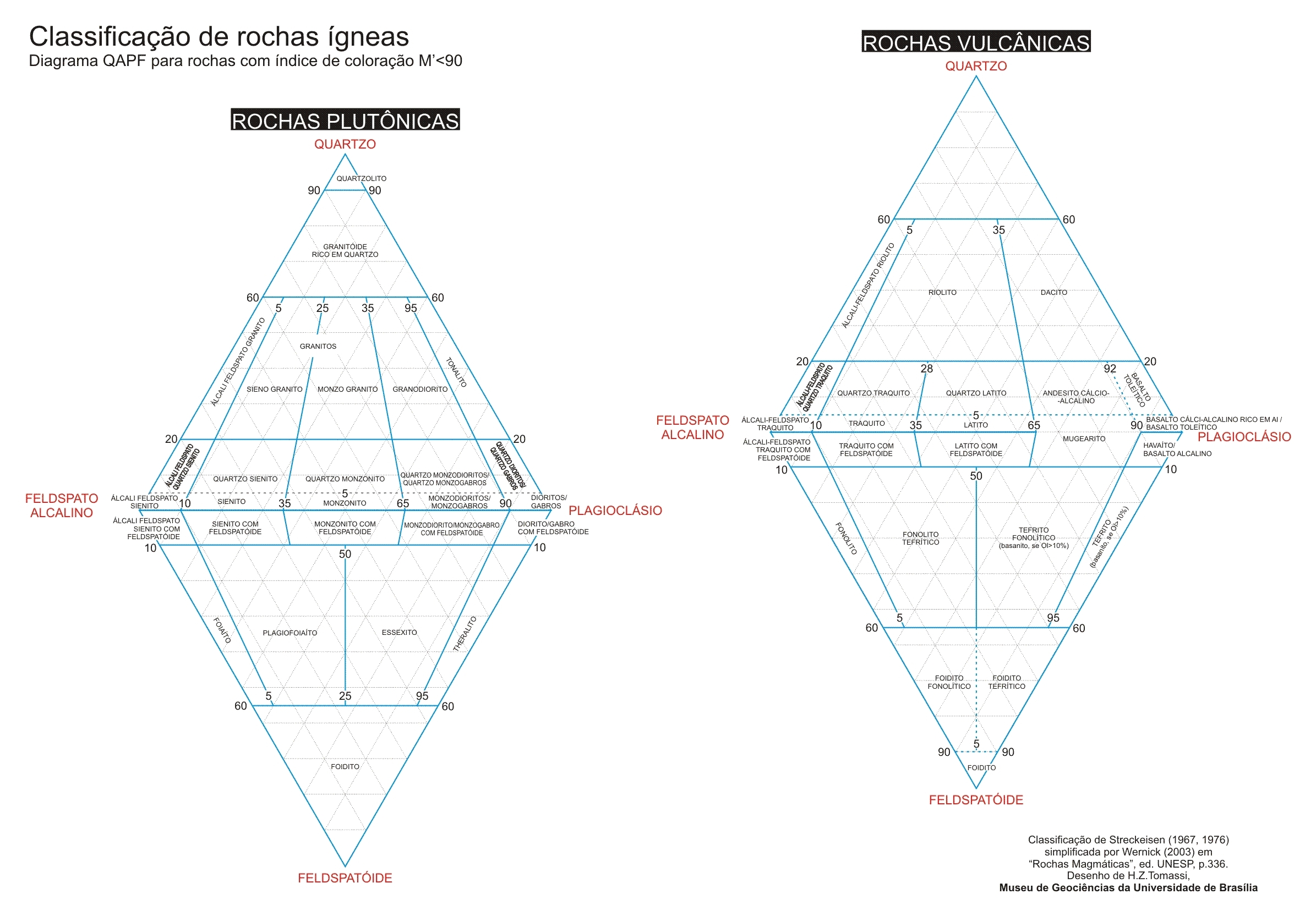
Diagramas de Streckeisen para classificação de rochas ígneas

- Família do granito: o granito é uma mistura de quartzo, feldspato e micas, além de outros minerais, que se podem encontrar em menores proporções e que recebem a denominação de acessórios. Estes podem ser turmalinas, plagioclases, topázio, e outros mais. O granito é uma rocha ácida e pouco densa que aparece abundantemente em grandes massas, formando regiões inteiras ou as zonas centrais de muitos acidentes montanhosos. O equivalente vulcânico do granito é o riólito;
- Família do sienito: tem como minerais essenciais os feldspatos alcalinos, especialmente a ortoclase, aos quais se associa a hornblenda, a augite e a biotite. Não apresentam nem moscovite nem quartzo. São rochas neutras. O equivalente vulcânico do sienito é o traquito;
- Família do diorito: tem como minerais essenciais os feldspatos calcossódicos ácidos - oligoclase e andesina. A estes associam-se, em geral, a hornblenda, a augite e a biotite. O equivalente vulcânico do diorito é o andesito.
- Família do gabro: são rochas escuras, verdes ou negras, bastante densas e sem quartzo, pelo que são rochas básicas. Os seus minerais essenciais são os feldspatos básicos - labradorite e anortite -, acompanhados, geralmente, por diálage, biotite, augite e olivina. O equivalente vulcânico do gabro é o basalto;
- Família do peridotito: são rochas constituídas por anfíbolas e piroxenas e, sobretudo, por olivina. São rochas ultrabásicas muito densas e escuras. O magma que as originou formou-se em grande profundidade, muitas vezes na parte superior do manto. Os peridotitos são rochas muito alteráveis por efeito dos agentes meteóricos, transformando-se em serpentinitos, que são utilizados como pedras ornamentais, muito apreciada pela sua cor verde escura.